# Jan Mierzycan

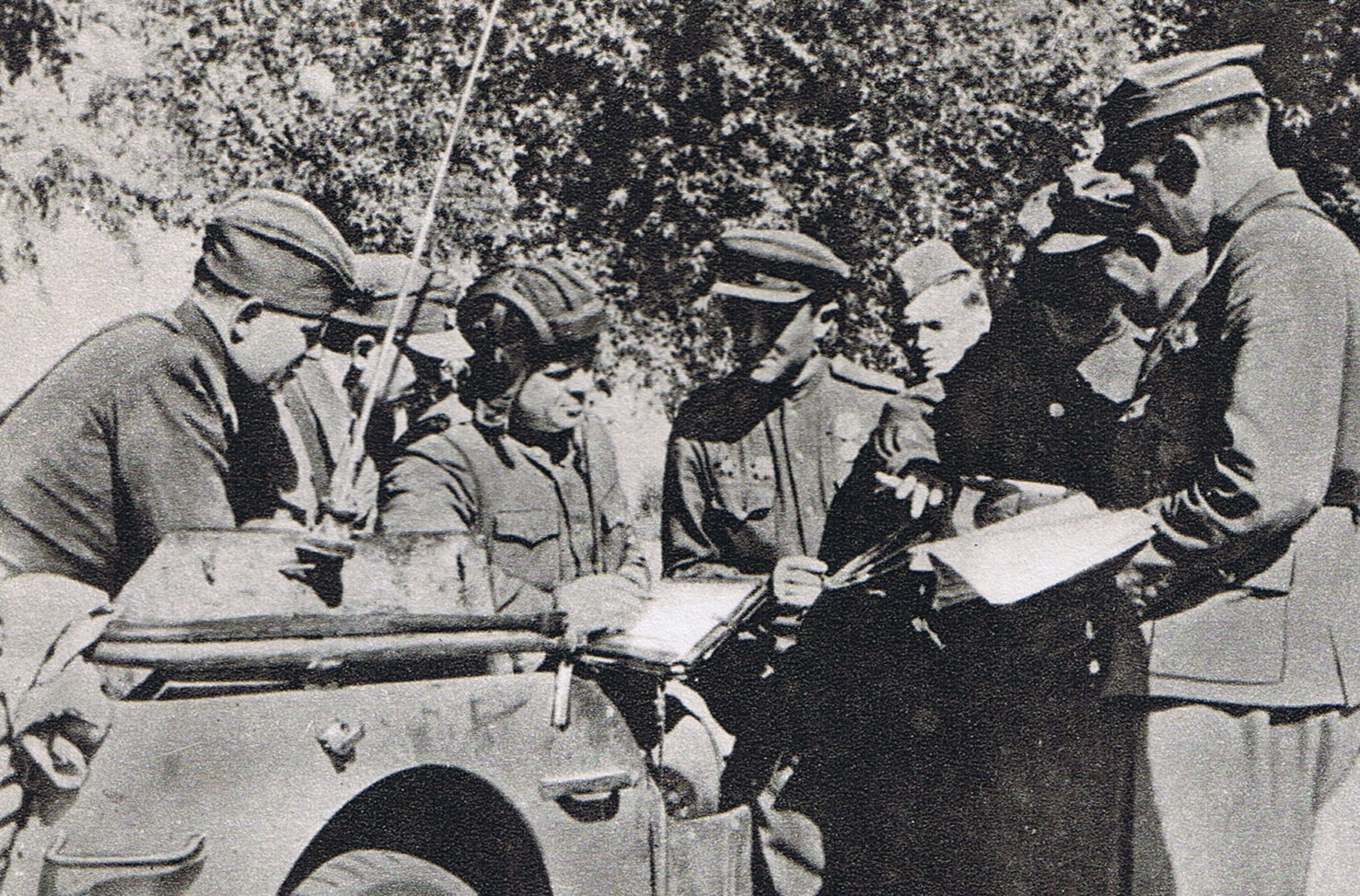
gen. maj. Jan Mierzycan (w hełmofonie) z żołnierzami 1 Brygady Pancernej na przyczółku warecko-magnuszewskim

Jan Mierzycan, ros. Иван Иосифович Межицан lub Ян Межицан (ur. 1 stycznia?/14 stycznia 1910 w Dniepropietrowsku, zm. 7 czerwca 1950 w Moskwie) – radziecki żołnierz polskiego pochodzenia, generał brygady ludowego Wojska Polskiego i generał major gwardii Armii Radzieckiej.

## Życiorys

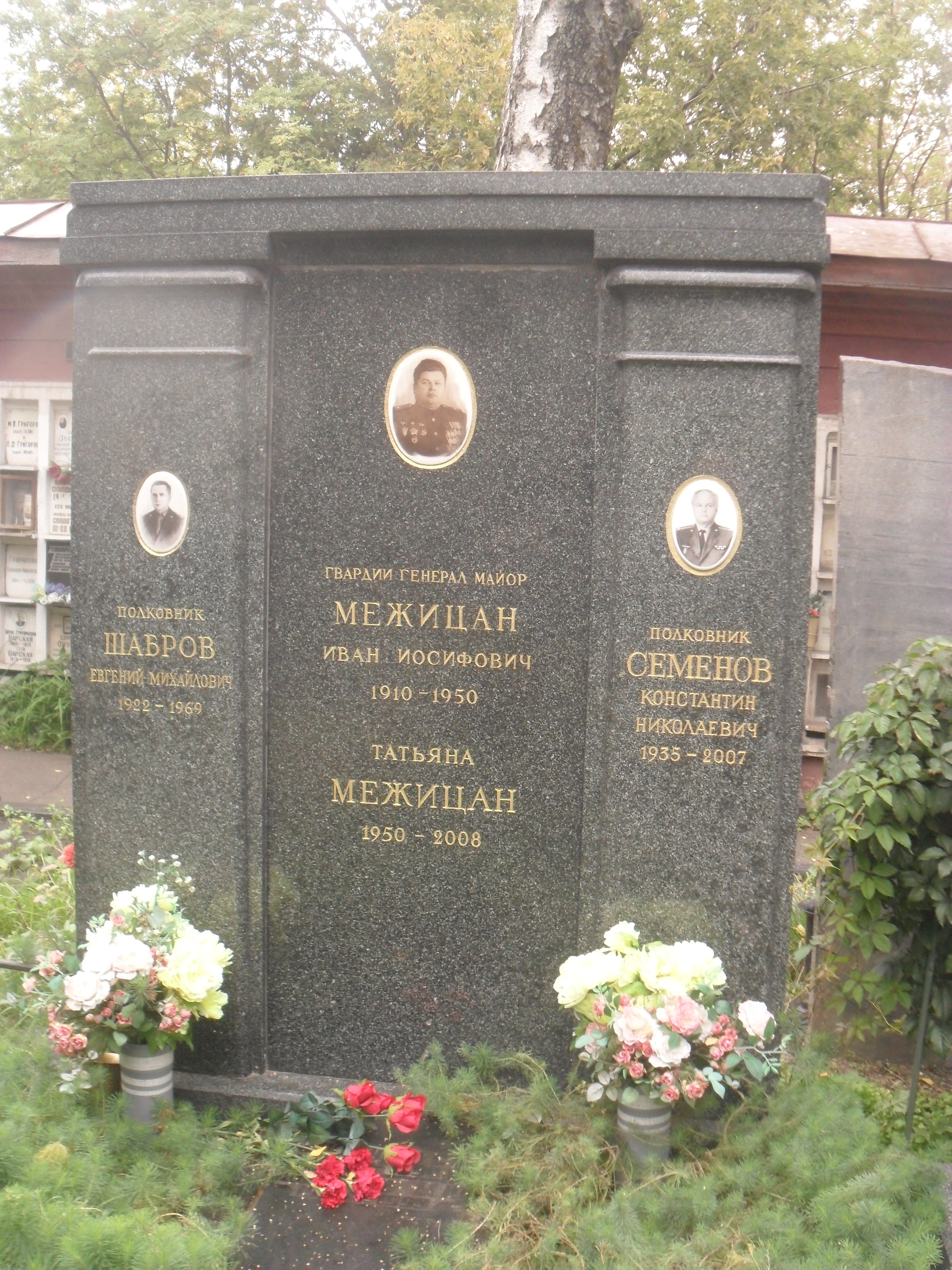
Grób gen. maj. gw. Iwana Iosifowicza Mierzycana

Urodził się w polskiej rodzinie ślusarza Józefa (według niepotwierdzonych danych zesłańca po rewolucji w 1905 w Łodzi), i Emilii Węgrowicz. Rodzice zmarli w 1922 na cholerę. Po śmierci rodziców wychowywał się przez dwa lata w domu dziecka. W latach 1924–1930 pracował jako kowal, od 1930 był technikiem w fabryce metalowej im. Klimenta Woroszyłowa i członkiem rady zakładowej. W 1932 ukończył wieczorowe studia w Instytucie Metalurgicznym (politechnice) w Dniepropietrowsku. Od 1932 w Armii Czerwonej, w 1934 ukończył szkołę oficerską w Kijowie. W latach 1934–1936 dowódca plutonu czołgów, w latach 1936–1937 zastępca szefa sztabu 134 brygady pancernej w Kijowie, a w latach 1937–1938 zastępca szefa oddziału operacyjnego. W okresie od lutego 1938 do grudnia 1939 szef tego oddziału (być może z przerwami).
Brał udział w wojnie zimowej jako dowódca 13 batalionu czołgów. 3 lutego 1940 został ciężko ranny pod Wyborgiem. Po wyleczeniu został szefem oddziału operacyjnego w sztabie 3 Dywizji Pancernej stacjonującej w Łudze, potem skierowany na studia do Akademii Wojsk Pancernych i Zmechanizowanych im. J. Stalina w Moskwie, które przerwał atak Niemiec na ZSRR w czerwcu 1941. Według innych danych studia w AWPiZ odbywał w latach 1938–1939, być może podczas przerwy w służbie w 134 brygadzie pancernej.
Od lipca do września 1941 był zastępcą szefa sztabu 3 Dywizji Pancernej, następnie szefem sztabu 229 Dywizji Strzelców. Od grudnia 1941 major. Od marca 1942 szef sztabu 105 Brygady Pancernej, która w październiku 1942 została przemianowana na 8 Gwardyjską Brygadę Pancerną. Od kwietnia 1942 podpułkownik. Od stycznia do maja 1943 zastępca dowódcy 8 Gwardyjskiej Brygady Pancernej. Od 14 lipca do 9 sierpnia 1943 dowodził 155 Samodzielną Brygadą Pancerną w walkach nad Wołchowem. W Armii Czerwonej uczestnik walk pod Moskwą i Stalingradem, gdzie został ponownie ranny.
W sierpniu 1943 na własną prośbę został skierowany do Polskich Sił Zbrojnych w ZSRR w stopniu pułkownika. Organizator i pierwszy dowódca (od 10 września 1943 do 11 października 1944) 1 Brygady Pancernej im. Bohaterów Westerplatte. 18 marca 1944 został mianowany generałem brygady. Dowódca walk na przyczółku warecko-magnuszewskim w sierpniu 1944, w bitwie pod Studziankami, gdzie Brygada odparła przeciwuderzenie niemieckich dywizji: 1 Dywizji Pancerno-Spadochronowej "Hermann Göring" oraz 19 i 45 Dywizji Grenadierów Pancernych, a później w walkach o warszawską Pragę. Od wyzwolenia dzielnicy we wrześniu 1944 komendant jej garnizonu.
W październiku 1944 został dowódcą Wojsk Pancernych i Zmechanizowanych 3 Armii Wojska Polskiego, a po rezygnacji z jej formowania – przewodniczący Komisji Likwidacyjnej zajmującej się jej rozformowaniem. Od grudnia 1944 dowódca Wojsk Pancernych i Zmotoryzowanych 2 Armii Wojska Polskiego. Dowodził nimi podczas forsowania Nysy Łużyckiej, w walkach na Łużycach, w tym w bitwie pod Budziszynem oraz w operacji praskiej w kwietniu–maju 1945. Po powrocie 2 Armii WP do kraju i jej rozformowaniu pod koniec czerwca 1945 został przewodniczącym Centralnej Komisji Osadnictwa Wojskowego z siedzibą w Poznaniu. Od 8 sierpnia 1945 do czerwca 1946 komendant Oficerskiej Szkoły Broni Pancernej w Modlinie. Od kwietnia do grudnia 1946 zastępca ds. liniowych dowódcy Okręgu Wojskowego Nr I w Warszawie. Od grudnia 1946 do marca 1949 główny inspektor broni pancernej WP.
Był przewodniczącym Wojewódzkiego Komitetu Bezpieczeństwa w Warszawie. W marcu 1949 roku powrócił do ZSRR i do maja 1950 studiował w Akademii Sztabu Generalnego. Był członkiem Komunistycznej Partii Związku Radzieckiego.
Jan Mierzycan był żonaty z Serafiną Wiekliczewą. Mieli trzy córki i syna.
Zmarł w 1950 roku w Moskwie. Przyczyny śmierci w młodym wieku nieustalone, być może odnowiły się rany po postrzale z wojny zimowej. Został pochowany na Cmentarzu Nowodziewiczym.

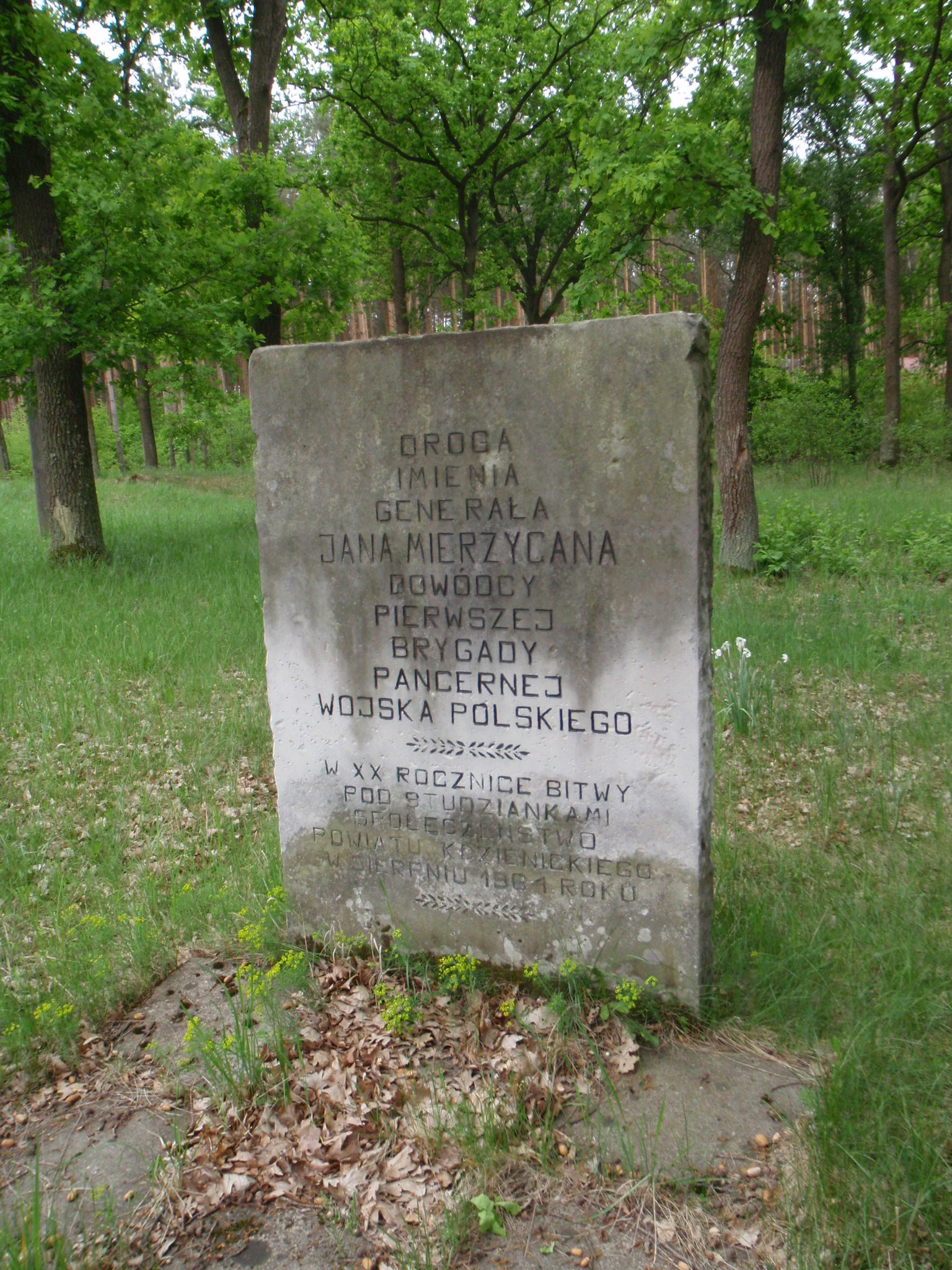
Tablica upamiętniająca Jana Mierzycana przy drodze jego imienia łączącej Ryczywół ze Studziankami Pancernymi

## Awanse
- major – grudzień 1941
- podpułkownik – kwiecień 1942
- pułkownik – 1943
- generał brygady – 18 marca 1944 (po oddelegowaniu do ZSRR, w marcu 1949, generał major)

## Ordery i odznaczenia
- Krzyż Komandorski Orderu Odrodzenia Polski
- Krzyż Grunwaldu III klasy (11 maja 1945)[4]
- Krzyż Złoty Orderu Virtuti Militari (17 sierpnia 1944)[5]
- Krzyż Srebrny Orderu Virtuti Militari (1945)[6]
- Krzyż Zasługi[3]
- Medal za Warszawę 1939–1945
- Medal za Odrę, Nysę, Bałtyk
- Medal Zwycięstwa i Wolności 1945
- Order Lenina (ZSRR, 1945)[7]
- Order Czerwonego Sztandaru (ZSRR)
- Order Aleksandra Newskiego (ZSRR)
- Order Kutuzowa II stopnia (ZSRR)
- Order Bohdana Chmielnickiego II stopnia (ZSRR)
- Order Wojny Ojczyźnianej I stopnia (ZSRR)
- Order Czerwonej Gwiazdy (ZSRR, dwukrotnie)
- Medal „Za obronę Moskwy” (ZSRR)
- Medal „Za obronę Stalingradu” (ZSRR)
- Medal „Za zdobycie Berlina” (ZSRR)
- Medal „Za wyzwolenie Warszawy” (ZSRR)
- Medal „Za zwycięstwo nad Niemcami w Wielkiej Wojnie Ojczyźnianej 1941–1945” (ZSRR)
- Krzyż Wojenny Czechosłowacki 1939 (Czechosłowacja)[3]

## Upamiętnienie i odniesienia w kulturze
Imię gen. Jana Mierzycana otrzymała droga łącząca wieś Ryczywół z Basinowem i Studziankami Pancernymi, o które w sierpniu 1944 r. ciężkie walki toczyli czołgiści i fizylierzy 1 Brygady Pancernej im. Bohaterów Westerplatte.
Postać pułkownika Tadeusza z serialu Czterej pancerni i pies (w powieści generał Jan), wzorowana była na gen. Janie Mierzycanie. W przeciwieństwie do swojego historycznego pierwowzoru fikcyjny dowódca 1 Brygady Pancernej walczył także na Pomorzu Gdańskim, a następnie pełnił funkcję "armijnego gospodarza pancernych".